# عبد الله مييته
عبد الله مييته (بالفرنسية: Abdoulaye Meïté)‏، من مواليد 6 أكتوبر 1980 في باريس في فرنسا، لاعب كرة قدم عاجي.
بدأ مسيرته الكروية مع نادي النجم الأحمر الفرنسي في عام 1998، ولعب معهم حتى عام 2000، وشارك معهم في 18 مباراة وسجل هدف واحد، وفي عام 2000 انتقل إلى نادي مارسيليا الفرنسي، ولعب معهم حتى عام 2006، وشارك معهم في 116 مباراة وسجل هدف واحد، ومنذ عام 2006 وهو يلعب مع نادي بولتون واندررز الإنجليزي.
و هو يلعب مع منتخب ساحل العاج لكرة القدم منذ عام 2003.

## روابط خارجية
- عبد الله مييته على موقع الاتحاد الدولي (مؤرشف)  (الإنجليزية)
- عبد الله مييته على موقع رابطة كرة القدم الفرنسية للمحترفين (الإنجليزية)
- عبد الله مييته على موقع قاعدة بيانات كرة القدم.إي يو (الإنجليزية)
- عبد الله مييته على موقع بيانات كرة القدم. دي إي (الألمانية)
- عبد الله مييته على موقع ليكيب (الفرنسية)
- عبد الله مييته على موقع ناشيونال فوتبول تيمز (الإنجليزية)
- عبد الله مييته على موقع Soccerbase.com (لاعب) (الإنجليزية)
- عبد الله مييته على موقع Soccerway.com (الإنجليزية)
- عبد الله مييته على موقع عالم كرة القدم.نت (الإنجليزية)